# Episodi di The Cara Williams Show
La prima e unica stagione della serie televisiva The Cara Williams Show è andata in onda negli Stati Uniti dal 23 settembre 1964 al 21 aprile 1965 sulla CBS.
| nº | Titolo originale                                     | Prima TV USA      |
| -- | ---------------------------------------------------- | ----------------- |
| 1  | Top Secret Groom                                     | 23 settembre 1964 |
| 2  | From Cara with Love                                  | 30 settembre 1964 |
| 3  | The Good Rumor Girl                                  | 14 ottobre 1964   |
| 4  | Amelia Hofstetter, Please Go Home                    | 21 ottobre 1964   |
| 5  | Cara Fiddles While Her Hero Burns                    | 28 ottobre 1964   |
| 6  | The Wedding Rehearsal                                | 4 novembre 1964   |
| 7  | Cool It Cara, Those Diamonds Are Hot                 | 11 novembre 1964  |
| 8  | That Little Old Dressmaker Me                        | 18 novembre 1964  |
| 9  | Get the Lead Out                                     | 25 novembre 1964  |
| 10 | Help, I'm Being Held Prisoner by a Teenager          | 2 dicembre 1964   |
| 11 | Who Threw the Monkey Wrench in Cara Wilton's Chowder | 9 dicembre 1964   |
| 12 | Three on a Mismatch                                  | 16 dicembre 1964  |
| 13 | Cara, Girl Genius                                    | 16 dicembre 1964  |
| 14 | The Pygmalion Touch                                  | 30 dicembre 1964  |
| 15 | Will Cara's Success Spoil Frank Bridges?             | 6 gennaio 1965    |
| 16 | Cara Plays It Safe                                   | 13 gennaio 1965   |
| 17 | Much Glue About Nothing                              | 20 gennaio 1965   |
| 18 | Anywhere I Hang My Hat Is Home                       | 27 gennaio 1965   |
| 19 | Cara, the Bird Woman of Fenwick                      | 3 febbraio 1965   |
| 20 | How to Be Happy Though Married                       | 10 febbraio 1965  |
| 21 | Cara, the Defiant One                                | 17 febbraio 1965  |
| 22 | An Ounce of Prevention                               | 24 febbraio 1965  |
| 23 | The Paint Job                                        | 3 marzo 1965      |
| 24 | Variety Is the Spice of Wife                         | 10 marzo 1965     |
| 25 | Fletcher Succedes in Business Without Really Trying  | 17 marzo 1965     |
| 26 | A Pawn Ticket for a Ticker                           | 24 marzo 1965     |
| 27 | What Television Show Does Your Dog Watch?            | 31 marzo 1965     |
| 28 | Cara's Private War Against Poverty                   | 7 aprile 1965     |
| 29 | Paradise Lost and Found                              | 14 aprile 1965    |
| 30 | Paradise Freezes Over                                | 21 aprile 1965    |

## Top Secret Groom
- Prima televisiva: 23 settembre 1964

### Trama
- Guest star: Hermione Baddeley (Martha Burkhardt), Audrey Christie (Agnes)

## From Cara with Love
- Prima televisiva: 30 settembre 1964

### Trama
- Guest star: Jackie Loughery (Vicki)

## The Good Rumor Girl
- Prima televisiva: 14 ottobre 1964

### Trama
- Guest star: Ned Glass (Mr. Wagner), Tim Graham (postino)

## Amelia Hofstetter, Please Go Home
- Prima televisiva: 21 ottobre 1964

### Trama
- Guest star: Una Merkel (Amelia Hofstetter)

## Cara Fiddles While Her Hero Burns
- Prima televisiva: 28 ottobre 1964

### Trama
- Guest star: Paul Dubov (Maitre 'd), Roxy Roth (Otto), Jerry Van Dyke (Carter Devereaux III)

## The Wedding Rehearsal
- Prima televisiva: 4 novembre 1964

### Trama
- Guest star: Nancy Hadley (Diane), Robert Easton (Carl), Frank De Vol (Webster), Barbara Perry (Miss Bertrand)

## Cool It Cara, Those Diamonds Are Hot
- Prima televisiva: 11 novembre 1964

### Trama
- Guest star: Ben Lessy (guardia)

## That Little Old Dressmaker Me
- Prima televisiva: 18 novembre 1964

### Trama
- Guest star:

## Get the Lead Out
- Prima televisiva: 25 novembre 1964

### Trama
- Guest star: Norman Alden (Alec), Del Erickson (Office Boy), Barbara Stuart (Miss Hartley)

## Help, I'm Being Held Prisoner by a Teenager
- Prima televisiva: 2 dicembre 1964

### Trama
- Guest star: June Harding (Kasey), Karl Lukas (ufficiale di polizia), Dave Willock (Sweeney)

## Who Threw the Monkey Wrench in Cara Wilton's Chowder
- Prima televisiva: 9 dicembre 1964

### Trama
- Guest star: David Fresco (George), Wally Engelhardt (Doug), Larry Barton (Charlie), Vaughn Taylor (Fisher)

## Three on a Mismatch
- Prima televisiva: 16 dicembre 1964

### Trama
- Guest star: Paul Lynde (Charles Crump)

## Cara, Girl Genius
- Prima televisiva: 16 dicembre 1964

### Trama
- Guest star: Herbert Anderson (Bender), John Banner (Zinzer), Danica D'Hondt (Constance)

## The Pygmalion Touch
- Prima televisiva: 30 dicembre 1964

### Trama
- Guest star: Alan Hewitt (Mr. Pruitt)

## Will Cara's Success Spoil Frank Bridges?
- Prima televisiva: 6 gennaio 1965

### Trama
- Guest star: Bobby Byles (Hairdresser), Janet Hages (Merle), Cliff Norton (Sid)

## Cara Plays It Safe
- Prima televisiva: 13 gennaio 1965

### Trama
- Guest star: Grace Albertson (Alice), Charles Davis (Blaine)

## Much Glue About Nothing
- Prima televisiva: 20 gennaio 1965

### Trama
- Guest star: Bryan O'Byrne (dottor Potts), Jackie Searl (Henden)

## Anywhere I Hang My Hat Is Home
- Prima televisiva: 27 gennaio 1965

### Trama
- Guest star: Sheila Bromley (Mrs. Brewster), Sara Seegar (Miss Loren), Roland Winters (Brewster)

## Cara, the Bird Woman of Fenwick
- Prima televisiva: 3 febbraio 1965

### Trama
- Guest star: John Alvin (droghiere), George Cisar (poliziotto), Dave Willock (Sweeney)

## How to Be Happy Though Married
- Prima televisiva: 10 febbraio 1965

### Trama
- Guest star: Melora Conway (Bernice Tulip), Edward Everett Horton (Fenwick)

## Cara, the Defiant One
- Prima televisiva: 17 febbraio 1965

### Trama
- Guest star: Lewis Charles (Jack), Cliff Norton (cercatore), Al Roberts (assistente/ addetto)

## An Ounce of Prevention
- Prima televisiva: 24 febbraio 1965

### Trama
- Guest star: Dan Tobin (proprietario), Anthony Eustrel (Butler), Eleanor Audley (Mrs. Ashford), Frank Wilcox (Mr. Ashford)

## The Paint Job
- Prima televisiva: 3 marzo 1965

### Trama
- Guest star: Herbie Faye (Joey)

## Variety Is the Spice of Wife
- Prima televisiva: 10 marzo 1965

### Trama
- Guest star: Neil Hamilton (Phillips), Charles Lane (McAvie), Peter Leeds (Harold)

## Fletcher Succedes in Business Without Really Trying
- Prima televisiva: 17 marzo 1965

### Trama
- Guest star: Charles Davis (Winkler), Arte Johnson (Fenwick Jr.), Bartlett Robinson (Watson)

## A Pawn Ticket for a Ticker
- Prima televisiva: 24 marzo 1965

### Trama
- Guest star: Ben Lessy (Otis), Johnny Haymer (Crane), Dabbs Greer (Fuliner), Ina Victor (Miss Coombs)

## What Television Show Does Your Dog Watch?
- Prima televisiva: 31 marzo 1965

### Trama
- Guest star: Dee Hartford (Diane), Bern Hoffman (poliziotto), John Lupton (Derek Jackson)

## Cara's Private War Against Poverty
- Prima televisiva: 7 aprile 1965

### Trama
- Guest star: Audrey Christie (Agnes), Reta Shaw (Mrs. Burkhardt)

## Paradise Lost and Found
- Prima televisiva: 14 aprile 1965

### Trama
- Guest star: Pat Buttram (Charlie Paradise)

## Paradise Freezes Over
- Prima televisiva: 21 aprile 1965

### Trama
- Guest star: Pat Buttram (Charlie Paradise)